# Sleater-Kinney
A Sleater-Kinney egy amerikai, nőkből álló punk-rock/indie-rock zenekar.
1994-ben alakultak meg a Washington állambeli Olympiában. Az 1997-es "Dig Me Out" című albumuk bekerült az 1001 lemez, amit hallanod kell, mielőtt meghalsz című könyvbe. 2006-ban feloszlottak, ám 2014-ben újraalakultak, és egészen a mai napig működnek. Nevüket a Washington állambeli Lacey-ben található "Sleater Kinney Road" nevű útról kapták. Első két lemezüket a Chainsaw Records adta ki, a 2005-ös lemezükig albumaik a Kill Rock Stars gondozásában jelentek meg, 2005-től 2015-ig a Sub Pop felelt a lemezeikért, míg 2019-es albumuk a Mom + Pop Music kiadásában jelent meg. 

## Tagok
- Carrie Brownstein – gitár, ének, vokál (1994–2006; 2014–)
- Corin Tucker – ének, vokál, gitár (1994–2006; 2014–)

Koncertező tagok
- Fabi Reyna – gitár, vokál, ütős hangszerek (2021–)
- Vincent Lirocchi – dob (2021-)
- Galen Clark – billentyűk (2021–)
- Bill Athens – basszusgitár (2021–)

Korábbi tagok
- Misty Farrell – dob, ütős hangszerek (1994)
- Laura Macfarlane – dob, vokál (1995–1996)
- Toni Gogin – dob (1996)
- Janet Weiss – dob, vokál, ütős hangszerek (1996–2006; 2014–2019)

## Diszkográfia
- Sleater-Kinney (1995)
- Call the Doctor (1996)
- Dig Me Out (1997)
- The Hot Rock (1999)
- All Hands on the Bad One (2000)
- One Beat (2002)
- The Woods (2005)
- No Cities to Love (2015)
- The Center Won't Hold (2019)
- Path of Wellness (2021)
- Little Rope (2024)